# Церковь Марии Магдалины (Павловск, лютеранская)
Церковь Святой Марии Магдалины — лютеранский храм в городе Павловске, бывший центр прихода Венйоки (фин. Venjoki) Евангелическо-лютеранской церкви Ингрии.

## История
Лютеранский приход Венйоки (от гидронима Славянка) был основан в 1641 году. Это был самый большой лютеранский приход Ингерманландии.
В XVII веке к нему были приписаны также две часовни, расположенные в приходах Лииссиля и Инкере.
В 1803 году на южной окраине деревни Попово была возведена вторая деревянная кирха, с высокой, отдельно стоящей деревянной колокольней. Она строилась по проекту финского архитектора Ю. Салонена, в плане, представляя собой двойной крест.
Несмотря на то, что кирха была расположена в деревне Попово, на Топографической карте частей Санкт-Петербургской и Выборгской губерний 1860 года, она обозначена, как Кирка Пязелево.
В 1865 году количество прихожан составляло 8985 человек. В 1883 году, на месте обветшавшей второй деревянной кирхи, по проекту придворного архитектора Александра Фомича Видова (1829—1896), началось строительство новой, каменной церкви в готическом стиле. 1 ноября 1885 года кирху освятили во имя Святой Марии Магдалины. Новое здание было выстроено из красного кирпича, имело двойные хоры, и было рассчитано на 1100 мест. Оно имело в длину 40 метров и высокую колокольню с тремя колоколами. Для новой кирхи был приобретён орган фабрики Вильгельма Зауэра и фисгармония фабрики Циммерман.
Начиная с 1890-х годов в приходе работала воскресная школа, основанная настоятелем А. Б. Строльманом. В 1894 году в Пязелево был выстроен новый деревянный, одноэтажный пасторат. В 1903 году в приходе Венйоки было организовано проведение второго общеингерманландского песенного праздника. В 1912 году в приходе состоялось второе общее собрание представителей воскресных школ Ингерманландии. Венйоки был самым крупным приходом Церкви Ингрии. В 1917 году количество прихожан составляло 12 954 человек. Приход входил в Восточно-Ингерманландское пробство.
19 сентября 1937 года в кирхе состоялось последнее богослужение. В этот день последний пастор прихода Венйоки Пекка Бракс был арестован по обвинению в шпионаже. 15 ноября 1937 года пастор Бракс был расстрелян в Левашовской пустоши.
8 октября 1938 года, согласно постановлению Президиума Леноблисполкома, здание кирхи было передано Павловской опытной станции Всесоюзного института растениеводства «Красный пахарь» для использования под клуб.
В 1941 году была взорвана колокольня. После войны здание вновь было передано Павловской опытной станции. В 1950-е годы были убраны боковые башни, а само здание надстроено на один этаж, что исказило его исторический облик. В 1970-е годы церковное кладбище было разрушено.
В 1977 году был зарегистрирован Пушкинский приход, заменивший лютеранский приход Венйоки. Богослужения проводятся в здании бывшей немецкой лютеранской церкви, расположенной в центре города Пушкина. До 1990 года Пушкинский приход был единственным лютеранским приходом в Ингерманландии. В 1998 году была зарегистрирована инициативная группа прихожан по возвращению здания кирхи Церкви Ингрии.
В 2001 году КГИОП включил здание кирхи в список вновь выявленных объектов, представляющих историческую, научную, художественную или иную культурную ценность.
В настоящее время его занимает Павловская опытная станция ВИР, вход в здание пробит с восточной стороны, где находился алтарь, в помещении для богослужений находится актовый зал.

## Прихожане
Приход Венйоки (фин. Venjoki) включал в себя 92 деревни:

Авгенсало, Антелево, Аракчеевка, Баболово, Большое Верево, Большое Замостье, Большое Катлино, Большое Русово, Большое Сергелево, Большое Шаглино, Бор, Ванга-Мыза, Ванга-Милли, Веккелево, Венделево, Венерязи, Верхняя Коерова Пустошь, Вярлево, Вяхтелево, Ганколово, Гарры, Герколово, Глазово, Глинка, Глиняная Горка, Гомболово, Гонгози, Горки, Гукколово, Гуммолосары, Дони, Зайцево, Ивановка, Каккелево, Камня, Кандикобщина, Кеккелево, Кивалово, Каскисары, Кискисары, Кобралово, Койрово, Кокколово, Коммолово, Коргузи, Кошелево, Куйволово, Кукколово, Ладога, Лукаши, Малое Замостье, Малое Катлино, Малое Кокколово, Малое Pycoво, Малое Сергелево, Малое Шаглино, Марьино, Местелево, Мозино, Монделево, Новая, Новая Весь, Новое Антолово, Новое Катлино, Нижняя Коерова Пустошь, Павлушкино, Пендово, Пески, Перелесье, Покровская, Попово, Порицы, Пудомяги, Пязелево, Репполово, Риполево, Романовка, Романово, Ропани, Ропола, Руссолово, Сабры, Синды, Соболево, Старое Антолово, Танилово, Тарасары, Тярлево, Финские Липицы, Хайлево, Шаглино, Шушары.
Эти деревни были расположены на территориях Колпанского финского национального, Лукашского финского национального, Менделево-Коккелевского финского национального, Пендовского финского национального, Покровского, Романовского финского национального и Шушарского финского национального сельсоветов Красногвардейского района, а также Старопановского и Тярлевского сельсоветов Ленинградского Пригородного района.

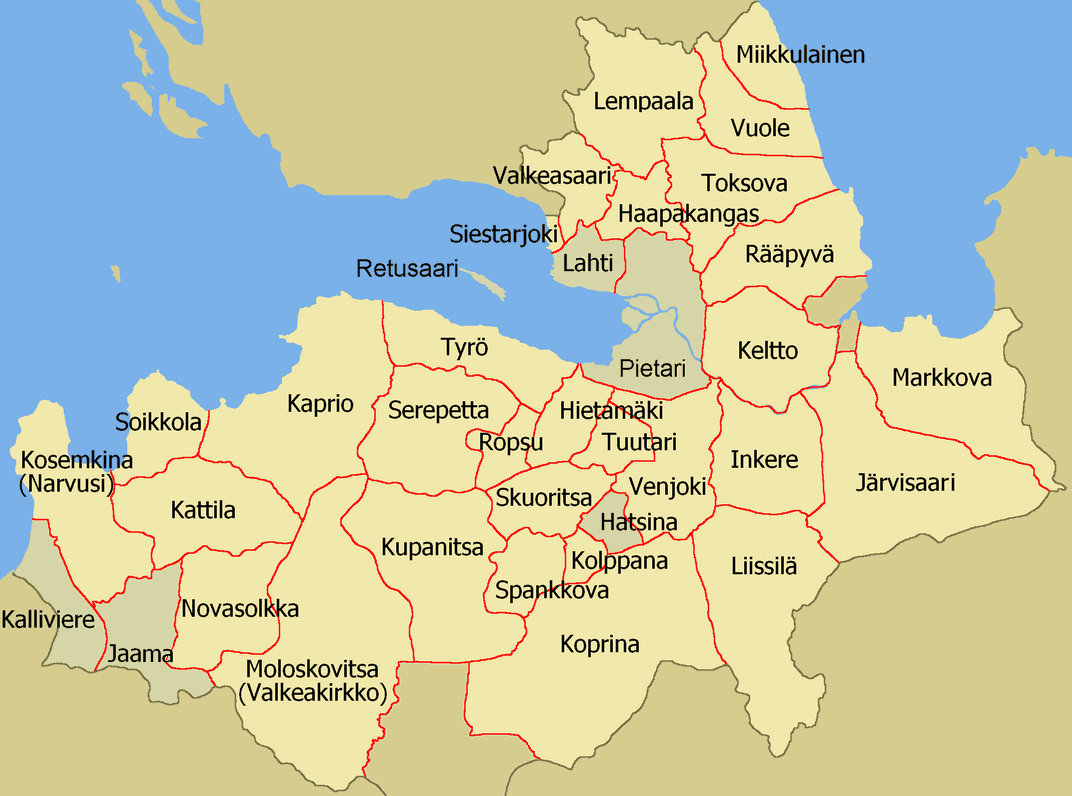
Карта приходов Церкви Ингрии (1930-е годы). Венйоки граничит с приходами Туутари, Хиетамяки, Пиетари, Хатсина, Скворица, Инкере, Лииссиля.

Изменение численности населения прихода Венйоки с 1842 по 1919 год:

## Духовенство

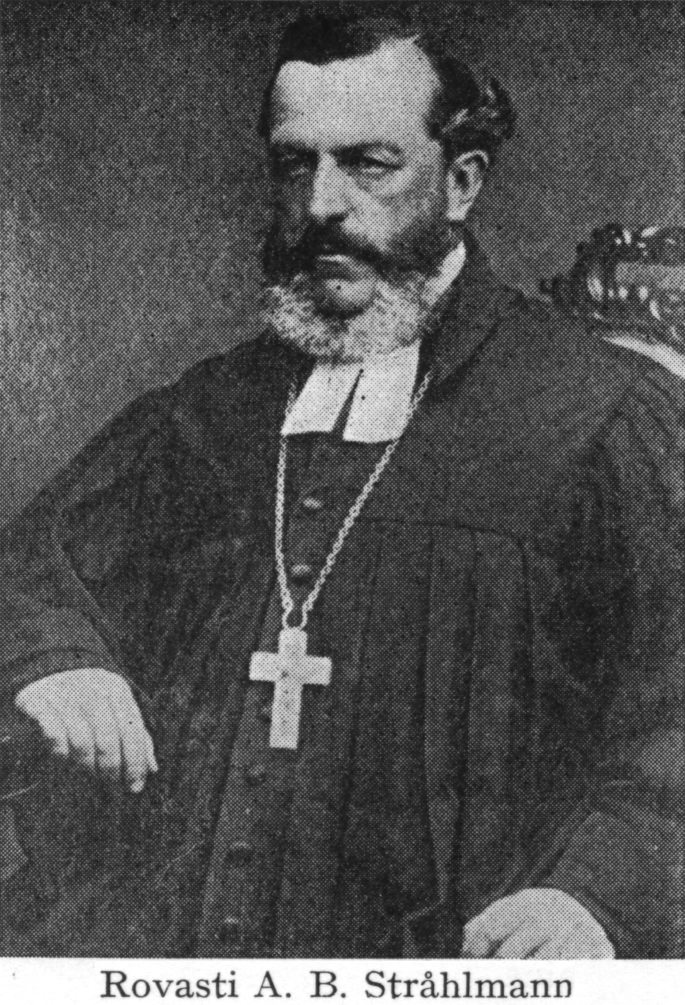
Пастор А. Строльман. 1880-е годы
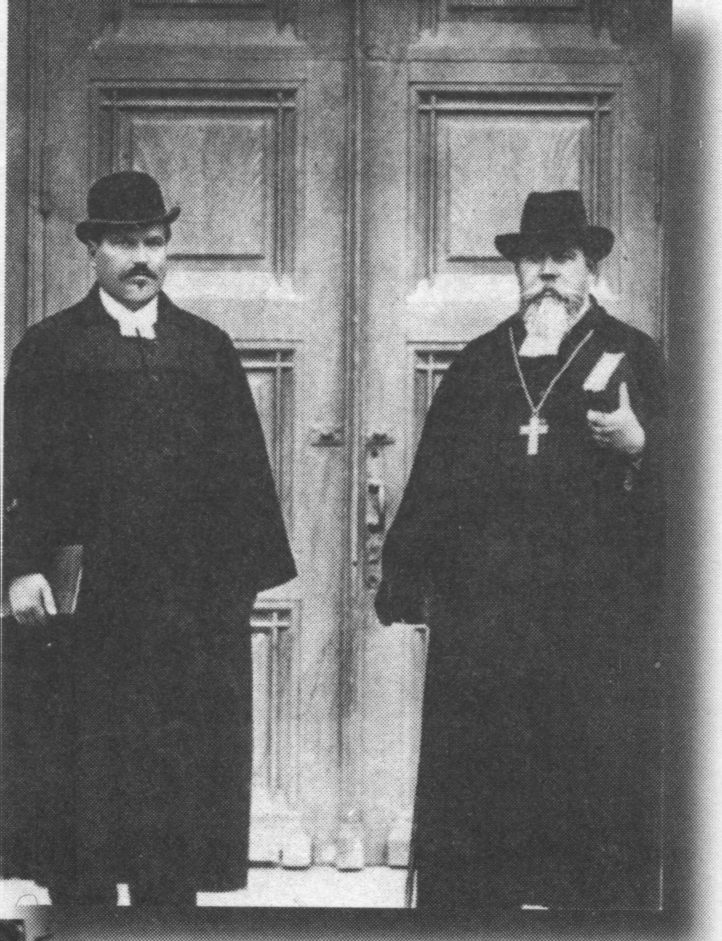
Пасторы А. Карвонен и О. Рокканен. 1890-е годы
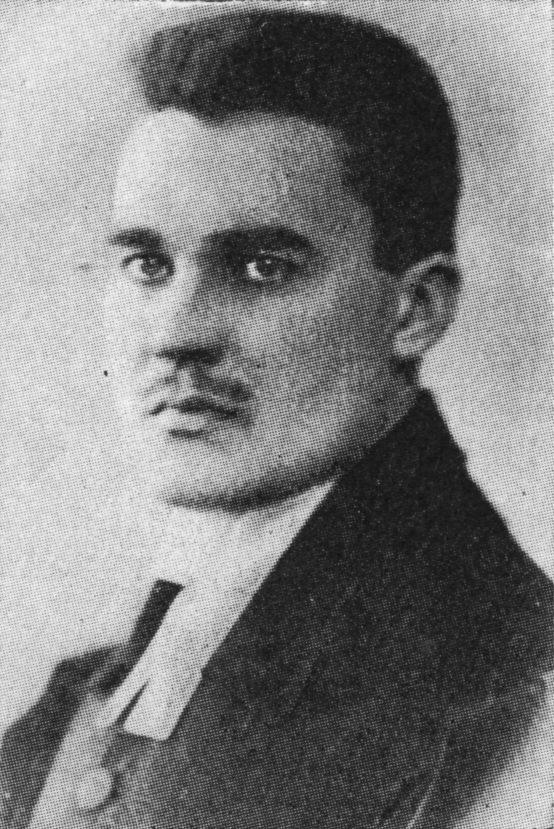
Пастор Аксели Каянти. 1910-е годы
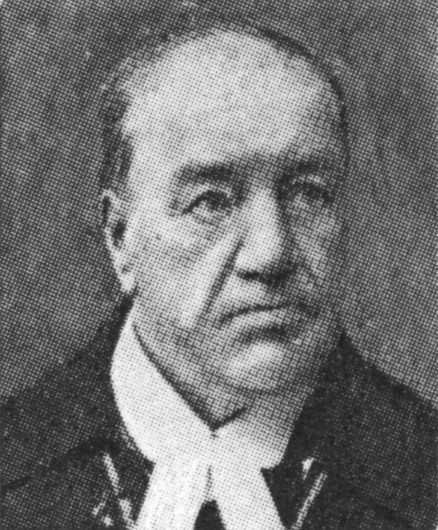
Пастор Константин Сийтонен. 1920-е годы
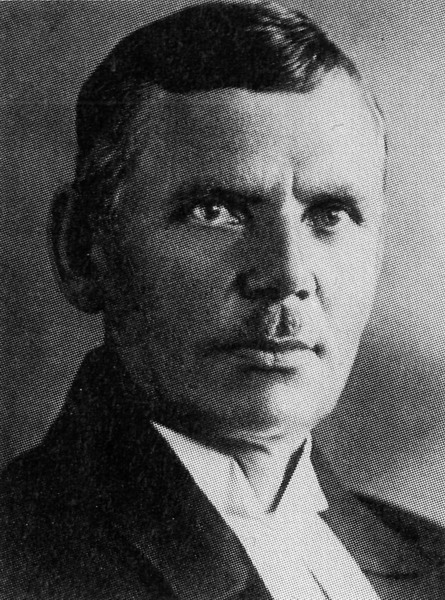
Пастор Пекка Бракс. 1920-е годы

| Настоятели прихода | Настоятели прихода                                |
| Даты               | Пастор                                            |
| ------------------ | ------------------------------------------------- |
| 1641—1666          | Эрикус Николай Лимнотасенус                       |
| 1671—1682          | Хенрикус-Томас Лааман                             |
| 1686—1704          | Якоб Риц                                          |
| 1704—1708          | Андреас Норберг (пастор)                          |
| 1723               | Йохан Алопаеус (пастор)                           |
| 1724—1769†         | Андреас Лудолф Зетраеус (пастор)                  |
| 1770—1776†         | Андерс Георг Вирзениус (настоятель)               |
| 1776—1778          | Кристиан Хорнборг (адъюнкт, и. о. пастора)        |
| 1761—1800†         | Израэл Зетраеус (адъюнкт, пастор, и. о. пастора)  |
| 1769               | Эрнст Клёф (адъюнкт, и. о. пастора)               |
| 1788—1800†         | Людольф-Андреас Лудолф Зетраеус (адъюнкт, пастор) |
| 1800†              | Якоб Йохан Форссман (и. о. пастора)               |
| 1800—1802          | Адольф Фредрик Элгеен (и. о. пастора)             |
| 1802—1814†         | Карл Хенрик Пасселберг (настоятель)               |
| 1816—1834†         | Александер Авенариус (настоятель)                 |
| 1816—1819          | Петер Густав Авенариус (адъюнкт)                  |
| 1818—1865†         | Христиан Вилхелм Авенариус (адъюнкт, пастор)      |
| 1838               | Иммануэль Роберт Валлениус (адъюнкт)              |
| 1845—1848          | Карл Вилхелм Кориандер (адъюнкт)                  |
| 1853—1855          | Андерс Винтер (адъюнкт)                           |
| 1855—1856          | Отто Густаф Бломгрен (адъюнкт)                    |
| 1856—1862          | Йохан Кристофер Оквист (адъюнкт)                  |
| 1862—1893†         | Александр Бернхард Строльман (пастор)             |
| 1866—1868†         | Карл Аугуст Скутнабб (адъюнкт)                    |
| 1874               | Карл Арндт Хофстрём (адъюнкт)                     |
| 1874—1877          | Нильс Хенрик Берг (адъюнкт)                       |
| 1880—1881          | Матс Эмиль Зиммерман (адъюнкт)                    |
| 1881—1883          | Йохан Вилхелм Альстед (адъюнкт)                   |
| 1883—1885          | Вольмар Фритиоф Бруммер (адъюнкт)                 |
| 1887—1889          | Аксель Вальфрид Мурен (адъюнкт)                   |
| 1890—1891          | Матти Яатинен (адъюнкт)                           |
| 1891—1892          | Карл Смедс (адъюнкт)                              |
| 1892—1916†         | Алексантери Карвонен (адъюнкт, пом. пастора)      |
| 1893—1894          | Константин Сийтонен (и. о. пастора)               |
| 1894—1916†         | Отто-Вильгельм Рокканен (настоятель)              |
| 1916—1919          | Аксели Альфонс Каянти (пом. пастора)              |
| 1918—1921          | Лаури Йозеппи Йокинен (пом. пастора)              |
| 1919               | Виктор Армас Аавикко (и. о. пастора)              |
| 1919—1922          | Константин Сийтонен (пастор)                      |
| 1921               | Аксели Альфонс Каянти (и. о. пастора)             |
| 1922—1925          | Симо Пеннонен (и. о. пастора)                     |
| 1925               | Аксели Альфонс Каянти (пастор)                    |
| 1925—1937          | Пекка Бракс (расстрелян)                          |

## Фото

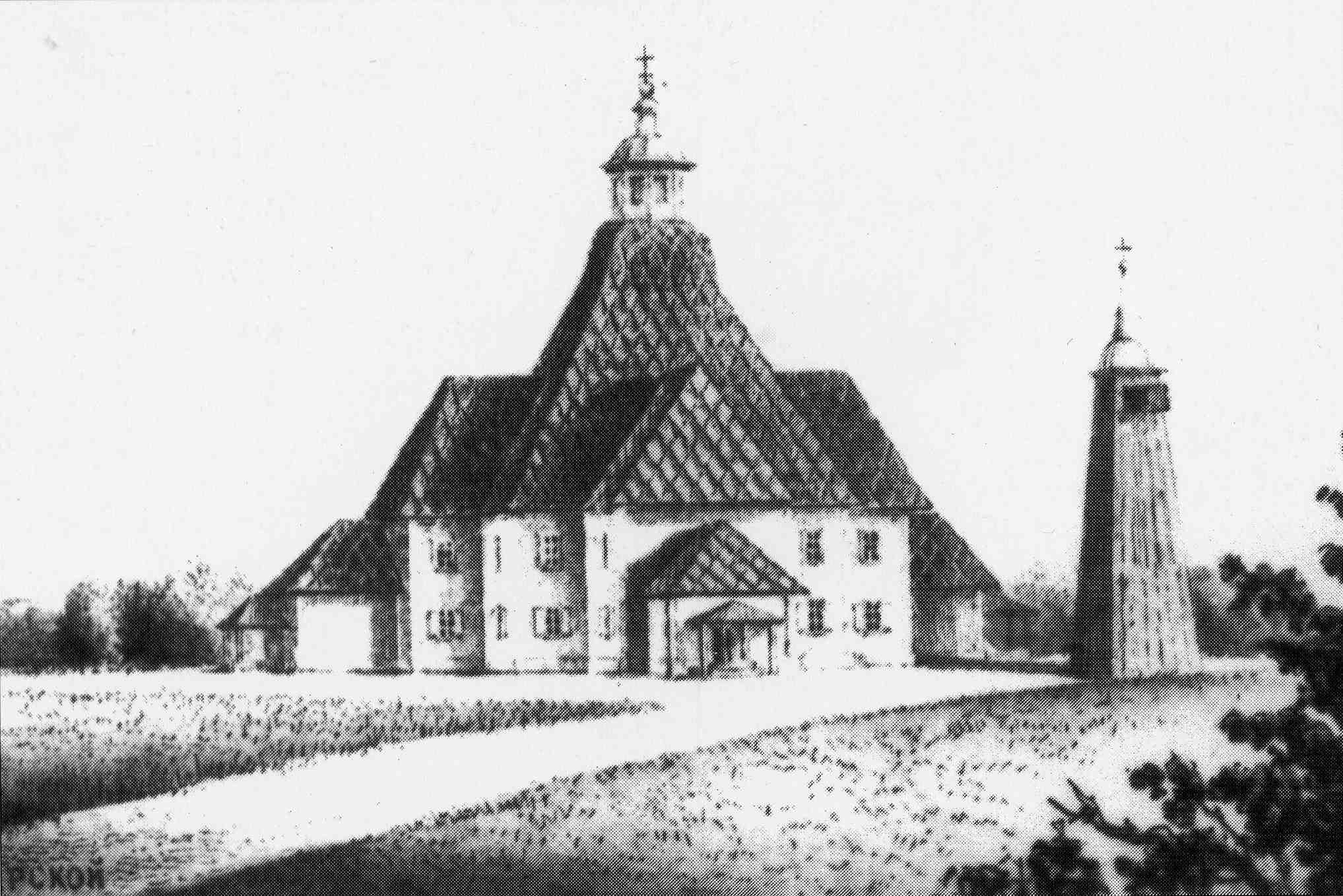
Кирха св. Марии Магдалины. Гравюра 1840-х годов
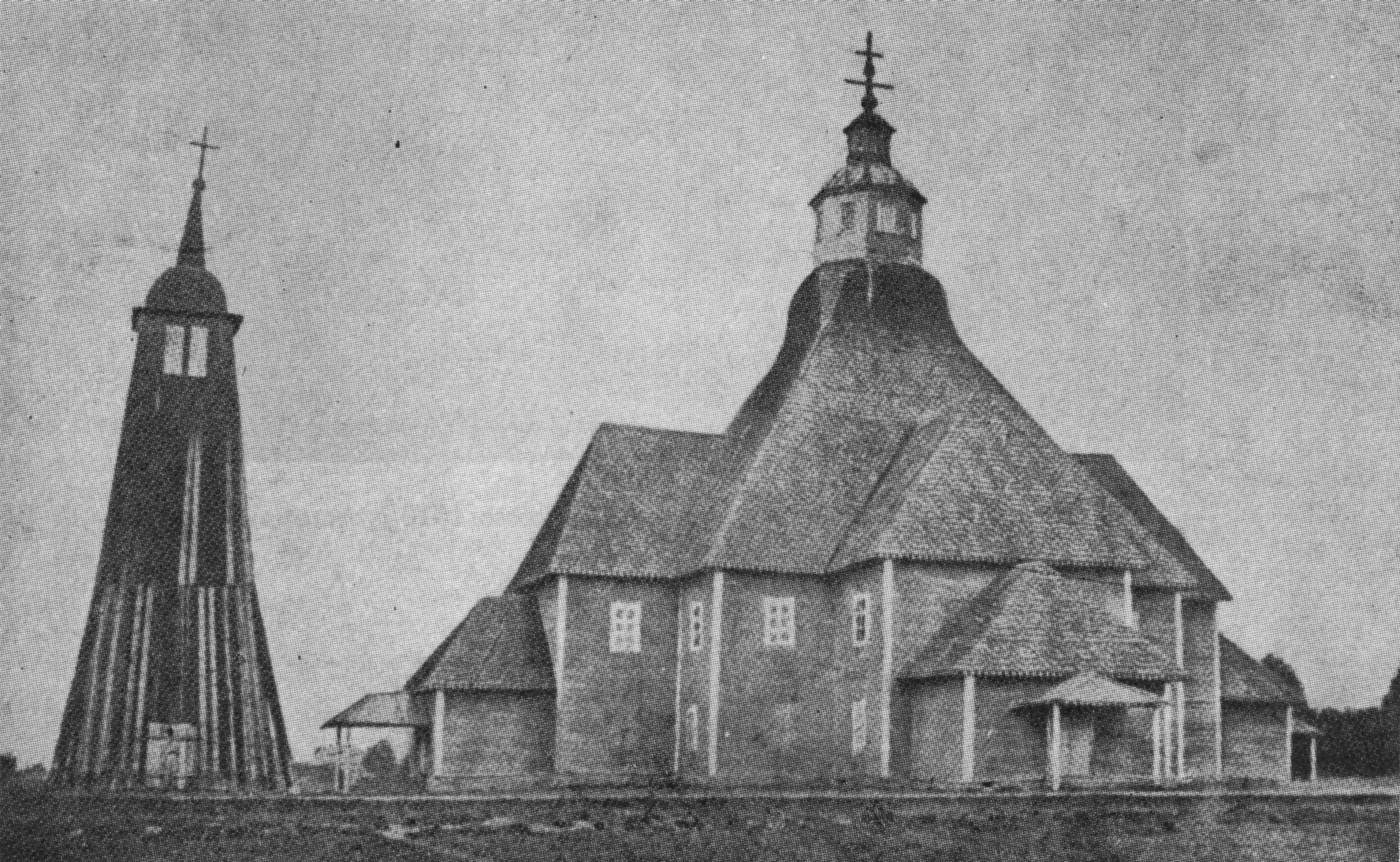
Кирха св. Марии Магдалины. Фото 1870-х годов
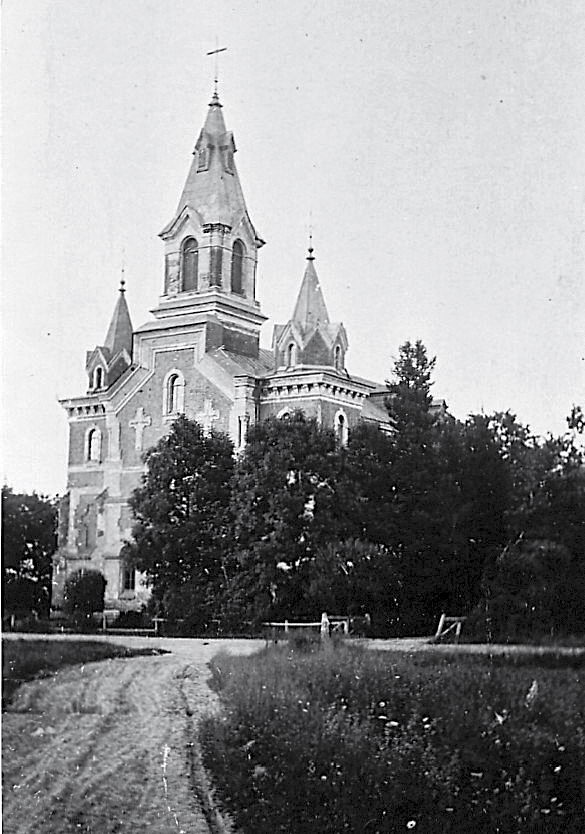
Кирха св. Марии Магдалины. Фото начала XX века
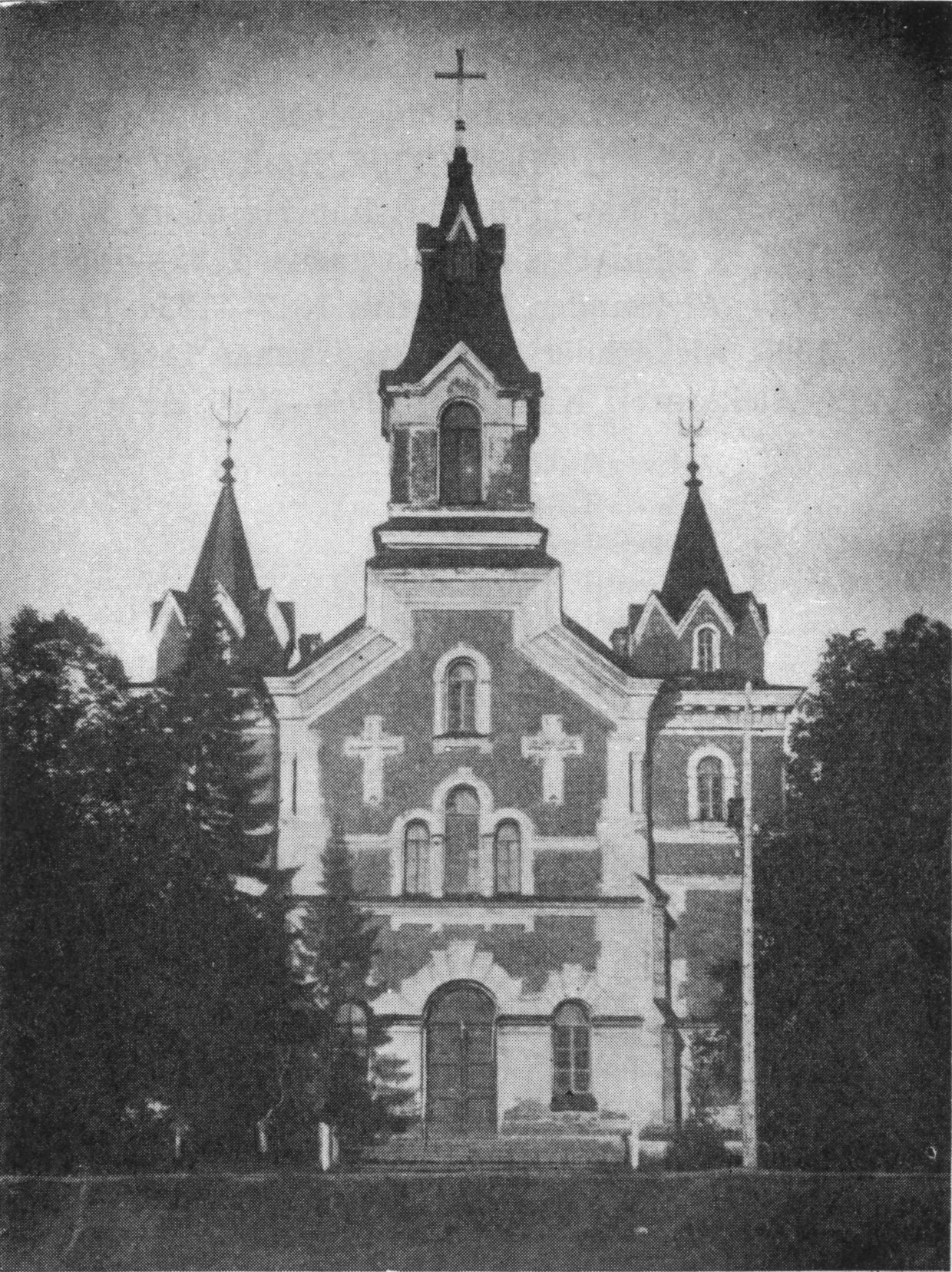
Кирха св. Марии Магдалины. Фото начала XX века
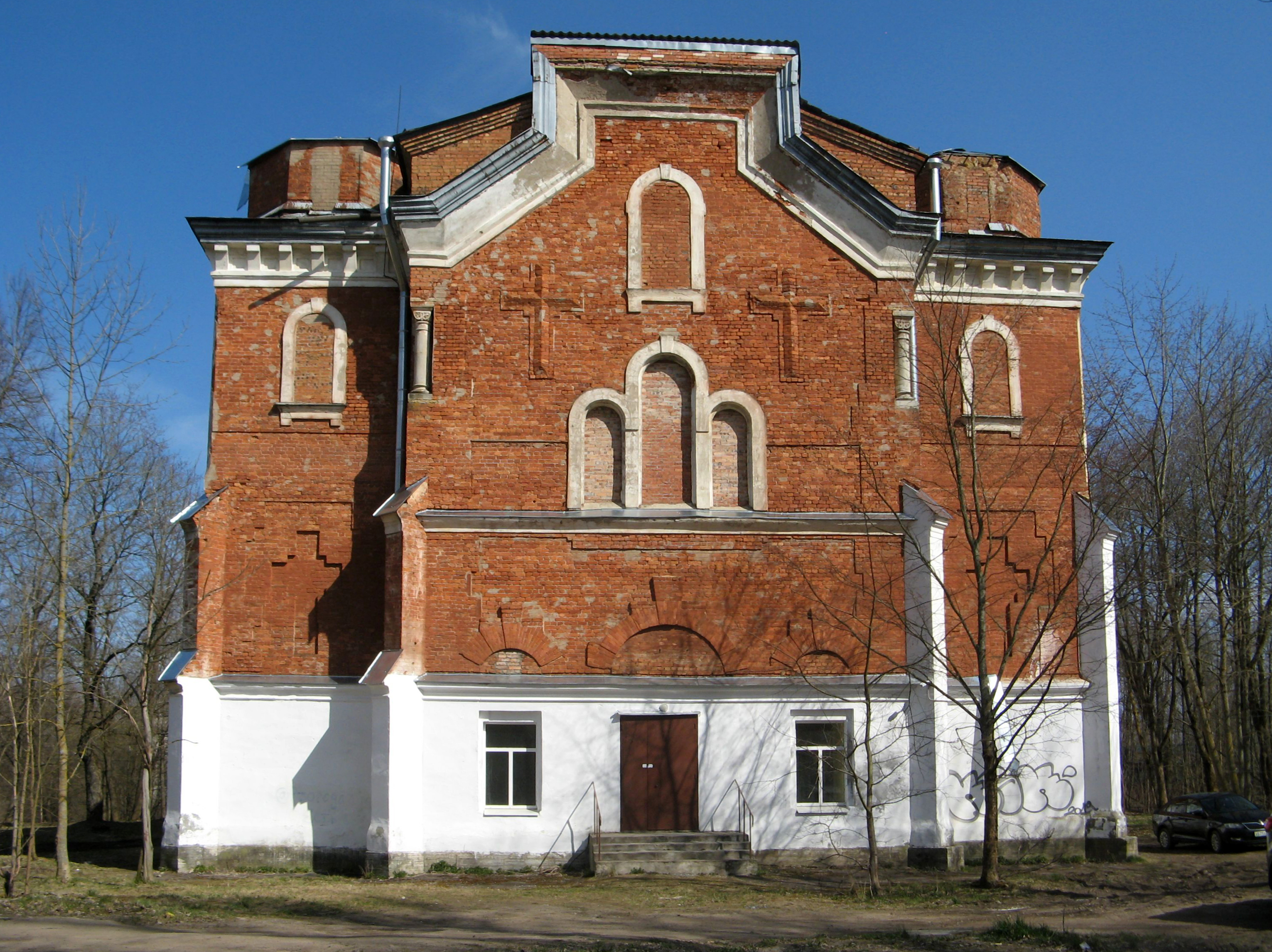
Современный вид здания